# 白中镇
白中镇是中国福建省福州市闽清县下辖的一个镇。

## 行政区划
白中镇下辖以下地区：
白中社区、田中村、珠中村、白汀村、前坂村、攸太村、黄石村、梅坂村、可梅村、保林村、普贤村、继善村、继新村和霞溪村。